# Кусуноки Масашиге
Кусуноки Масашиге (1294-1336), јапански војсковођа који се истакао у служби цара Го-Даига у Генко рату (1331-1333) и рату Северног и Јужног двора (1336-1392). Запамћен је у јапанској историји по легендарној изреци да му је жао што нема седам живота да их да за отаџбину.

## Биографија
О Масашигеовом животу пре 1331. мало се зна. Доступни извори наводе да му је отац био Кусуноки, свештеник из провинције Кавачи, који је предводио банду разбојника или одметника (на јапанском познатих под именом акуто).
Таихеики, главни извор за јапанску историју тог времена, наводи да је Кусуноки Масашиге у деветом месецу 1331. први одговорио на позив цара Го-Даига на оружје против корумпираног шогуната Камакура, којим су владали регенти (шикен) из клана Хоџо. Док је цар био опседнут од огромне војске шогуната у тврђави Касаги, после чијег пада је заробљен, Масашиге је подигао царски барјак у провинцији Кавачи и окупио око 500 ратника, са којима се затворио у тврђаву Акасака, где се више од три недеље бранио од преко 20.000 нападача, а затим успео да побегне.
Масашигеово име први пут се помиње у званичним документима из 1332, који га наводе као вођу разбојничке банде која је нападала поседе шогуната Камакура у провинцијама Кавачи и Јамато (ту се помиње као акуто Масашиге, поручник гардиста Средње палате). Током царевог прогонства на острву Оки у Јапанском мору (1332-1333), Масашиге и царев син, принц Моринага, успели су да одрже дух побуне смелим герилским нападима у провинцијама Кавачи и Јамато, иако су имали свега стотинак ратника.
Након царевог повратка из прогонства 1333. и распламсавања побуне, Масашиге се са својим људима затворио у тврђаву Чихаја, где се пуна два месеца бранио од читаве војске шогуната (наводно преко 100.000 људи), док је морал нападача опадао, а несугласице међу присталицама шогуната расле. Најзад су се 1333. главне војсковође шогуната, Ашикага Такауџи и Нита Јошисада, побуниле против владе клана Хоџо и прешле на страну цара, заузевши после кратког отпора Кјото и Камакуру, у чијем је паду истребљен клан Хоџо.
Уследила је краткотрајна Кемо обнова царске власти (1333-1336), која се завршила побуном Ашикага Такауџија и највећег дела војничке властеле против цара. Масашиге је поново остао уз цара, и у трећем месецу 1336. је са Нита Јошисадом успео да избаци Ашикагу из престонице и протера га чак на Кјушу, али је Ашикага  на Кјушуу прикупио нове снаге и у мају поново кренуо на Кјото. Са далеко мањим снагама, Масашиге је предложио повлачење у планине и отпор по утврђењима, али је цар захтевао да се престоница брани. Предвиђајући пораз, Масашиге је свеједно отишао у битку, и погинуо на реци Минато (1336).